# 광주제석초등학교
광주제석초등학교는 대한민국 광주광역시 남구에 있는 공립 초등학교이다.

## 학교 연혁
- 2015. 03. 01 28학급 편성(특수학급 1학급 포함), 병설유치원 2학급
- 2015. 03. 01 오화숙 교장 부임(제11대)
- 2015. 02. 13 제26회 졸업식 남 56, 여 52, 계 108(총 졸업생 6790명)
- 1996. 03. 01 광주제석초등학교로 교명 개칭
- 1989. 07. 01 광주제석국민학교로 교명 변경
- 1989. 06. 05 조봉국민학교 개교(33학급)
- 1989. 01. 13 조봉국민학교로 설립인가

## 참고 자료
- 광주제석초등학교 - 한국교육학술정보원 학교알리미